# Chunroides patulus
Chunroides patulus är en insektsart som beskrevs av Walker 1858. Chunroides patulus ingår i släktet Chunroides och familjen dvärgstritar. Inga underarter finns listade i Catalogue of Life.